# NászszezON
A NászszezON (eredeti cím: The Wedding Year) 2019-es amerikai romantikus filmvígjáték Robert Luketic rendezésében. A főszerepben Sarah Hyland, Tyler James Williams, Jenna Dewan, Matt Shively és Anna Camp látható.
Az Amerikai Egyesült Államokban 2019. szeptember 20-án mutatta be az Entertainment Studios Motion Pictures. Magyarországon a Big Bang Media forgalmazásában került a mozikba, 2019. október 17-én.

## Cselekmény
Egy elköteleződéstől rettegő 27 éves lány párkapcsolatát próbára teszi, amikor új barátjával egy év alatt hét esküvőn vesznek részt.

## Szereplők
- Sarah Hyland – Mara Baylor
- Tyler James Williams – Jake Riddick
- Jenna Dewan – Jessica
- Matt Shively – Alex
- Anna Camp – Ellie
- Noureen DeWulf – Főnök királynő
- Wanda Sykes – Janet / Nagyi
- Keith David – Preston
- Grace Helbig – Kelly
- Benton Jennings – pincér
- Darlene Vogel – Anya
- Patrick Warburton – Michael
- Kristen Johnston – Barbara
- Camille Hyde – Nicole
- Zora Bikangaga: Robbie
- Laci Mosley – Violet
- Tom Connolly – Zak
- Martin Martinez – Alex
- Danielle Bux – Megan
- Ryan Malaty – Ron
- Dominic Leeder – Brendan
- Jimmy Walker Jr. – Watkins lelkész
- Thomas Kasp – Peter

## A film készítése
A film forgatása 2018. május 21-én kezdődött Los Angelesben, és 2018. július 10-én fejeződött be.
2016. augusztus 4-én jelentették be, miszerint a Lakeshore Entertainment megszerezte a Donald Diego által írt romantikus vígjáték forgatókönyvét. 2018. május 1-jén kiderült, a Lakeshore mutatja majd be a filmet a 2018-as cannes-i fesztiválon. A film rendezője Robert Luketic, producerei Gary Lucchesi, Marc Reid és Mark Korshak, vezető producere pedig Sarah Hyland lett.
2018. május 1-jén bejelentették Sarah Hyland főszereplését a filmben. 2018. május 29-én Tyler James Williams is leszerződött a filmre, mint Jake Riddick, Hyland filmbéli barátja.  2018. május 30-án Anna Camp, Wanda Sykes, Jenna Dewan, Keith David, Patrick Warburton, Tom Connolly, Grace Helbig és Fred Grandy csatlakozott a produkcióhoz. Warburton és Grandy azonban nem tűnnek fel a film végleges verziójában.

## Bemutató
2019 májusában az Entertainment Studios Motion Pictures megvásárolta a film forgalmazási jogait.
A film 2019. szeptember 20-án került a mozikba.

## Fordítás
- Ez a szócikk részben vagy egészben  a   The Wedding Year című angol Wikipédia-szócikk ezen változatának fordításán alapul.  Az eredeti cikk szerkesztőit annak laptörténete sorolja fel. Ez a jelzés csupán a megfogalmazás eredetét és a szerzői jogokat jelzi, nem szolgál a cikkben szereplő információk forrásmegjelöléseként.